# Парк колій
Парк колій — група станційних колій одного призначення, спеціалізованих залежно від характеру та обсягу роботи станції.

## Загальні відомості
На великих станціях кілька станційних колій, спеціалізованих на одній роботі, об'єднуються однією стрілочною вулицею або стрілочною горловиною у парку колій. Кількість парків колій на проміжних станціях становить не більше 2-3, на найбільших сортувальних — до 10 і більше. За взаємним розташуванням парків колій виділяють станції поперечного, півпоздовжнього і поздовжнього типів.

## Опис
До розбивки парків колій пред'являють дві основні вимоги: центри всіх стрілочних переводів на стрілочній вулиці мають розташовуватися на одній прямій лінії, осі всіх колій парку мають бути паралельними. При розбитті стрілочних вулиць граничне відхилення центру стрілочного переводу від осі стрілочної вулиці (поперечна помилка) не має перевищувати ± 1 см.
Форма парку залежить від кількості колій, що примикають до його горловини (головних, сполучних, витяжних), кількості колій у самому парку та конструкції стрілочних вулиць. Елементарні форми парків мають тільки одну колію на вході в горловину і найпростіші стрілочні вулиці. При кількості колій у парку не більше 5 застосовується парк у формі трапеції.
На станціях влаштовують також парки колій зі стрілочними вулицями під подвійним кутом хрестовини тощо. При значній кількості колій у парку вибирається таке поєднання стрілочних вулиць, яке забезпечує найменшу відстань від вхідної стрілки до найвіддаленішого граничного стовпчика. Якщо парк колій призначений для прийому-відправлення поїздів, то найкоротша колія має мати задану корисну довжину колії для цієї станції, а інші колії мають зайву довжину.

## Спеціалізація
Залежно від спеціалізації на певній роботі, виділяють парки колій:
- Приймально-відправні — призначені для прийому і відправлення поїздів;
- сортувальні — для переробки вагонів;
- Навантажувальні — для виконання операцій з навантаження-розвантаження;
- Тракційні — для ремонту локомотивів;
- Екіпірувальні — для екіпірування локомотивів водою і паливом;
- Ремонтні — для ремонту вагонів вантажного парку;
- Технічні — для обробки пасажирських поїздів (очистка, дезінфекція, промивка, угруповання вагонів тощо).
- Ранжирні — для формування пасажирських поїздів;
- Місцеві — на станціях з великим вагонопотоком, для якого потрібно добірка вагонів за групами чи пунктами вивантаження;
- Транзитні — для приймання та відправлення поїздів без переробки.

Також, в залежності від спеціалізації з роботою поїздів одного напрямку, виділяють парні і непарні парки.